# 尼克·布魯德
尼克·布魯德（英語：Nick Blood；1982年3月20日—）是一位英國演員，並且也是一位導演和作家。他在7歲時就加入了當地的戲劇俱樂部並很快成為演員。

## 外部連結
- 尼克·布魯德在互联网电影资料库（IMDb）上的資料（英文）